# Badlands Wilderness
La Badlands Wilderness est une aire protégée du comté de Pennington, dans le Dakota du Sud, aux États-Unis. Cette Wilderness Area créée en 1976 s'étend sur 259,6 km2 au sein du parc national des Badlands. Elle est administrée par le National Park Service.